# Partido Navarro
Navarro ist ein Partido im Süden der Provinz Buenos Aires in Argentinien. Laut einer Schätzung von 2019 hat er Partido 18.110 Einwohner auf 1.630 km². Der Verwaltungssitz ist die Stadt Navarro.

## Orte
Navarro ist in 4 Ortschaften und Städte, sogenannte Localidades, unterteilt.
- Navarro
- Villa Moll
- Las Marianas
- José Juan Almeyra